# Begijnhof (Haarlem)

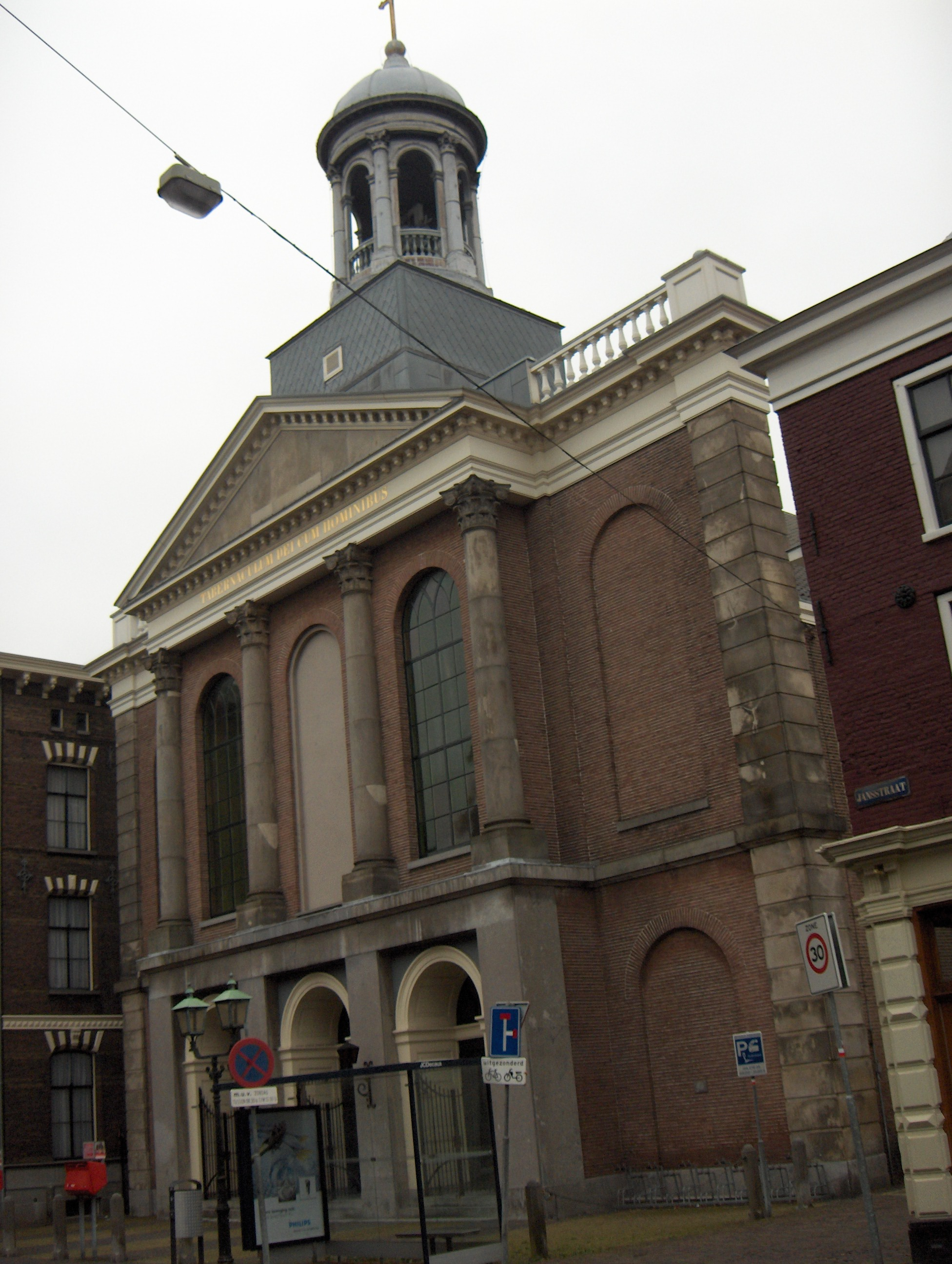
Sint Josephkerk

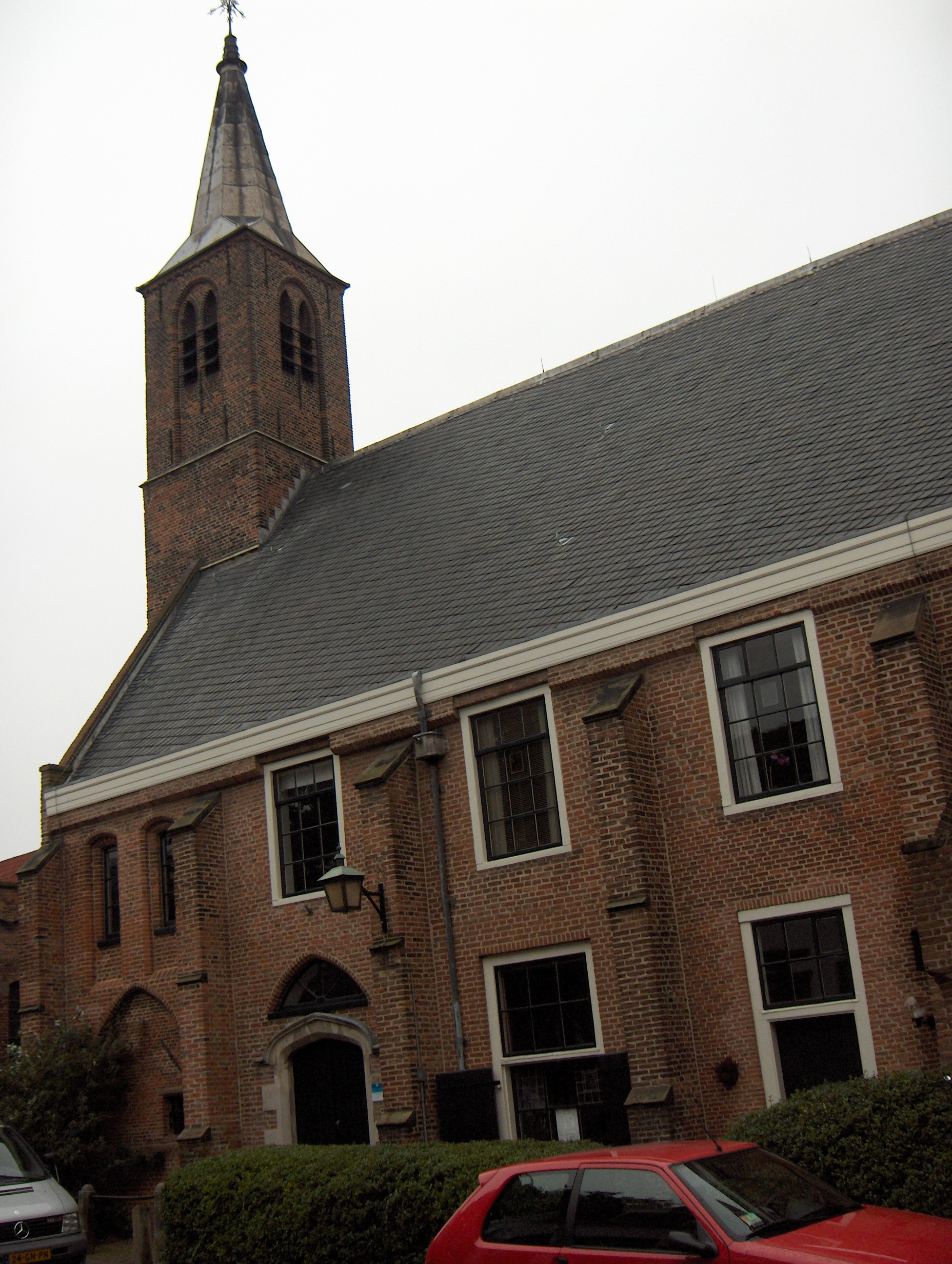
Waalse Kerk

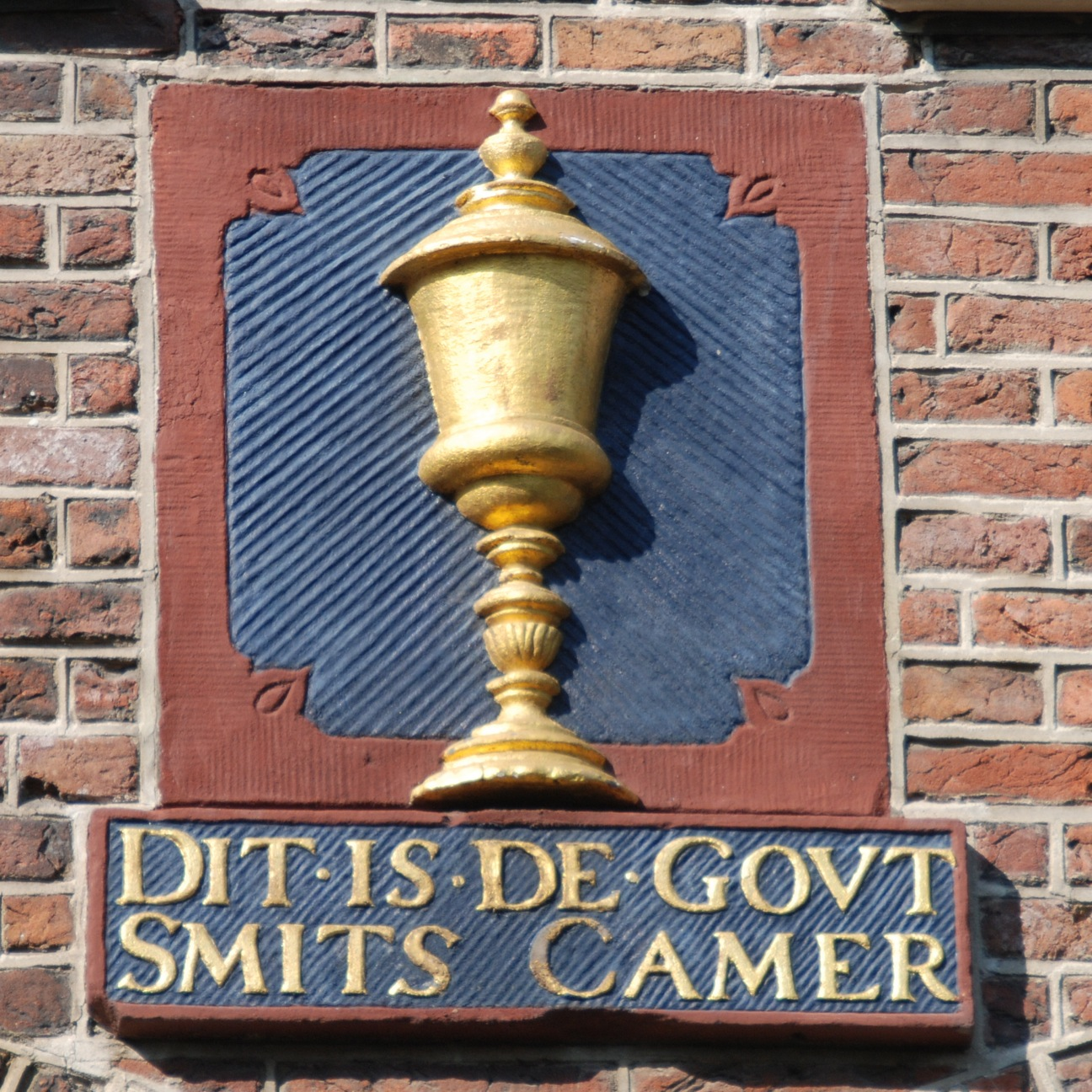
Gevelsteen van de Goudsmidskamer

Het Begijnhof in Haarlem dateert uit 1262 toen pastoor Arent van Sassenheim zijn huis, erf en boomgaard afstond aan een gemeenschap van begijnen. 
Het Begijnhof was omgeven door een muur met poort en bestond uit ongeveer vijftig woningen, vijf conventen voor onvermogende begijnen met elk een eigen mater (moeder), een kerk, een bakhuis, slachthuis en poorthuis. De Waalse Kerk aan Begijnhof 30 was toentertijd het gebedshuis van de begijnen.
Het hof was bestemd voor vrouwen die in een gemeenschap een religieus en kuis leven leidden, maar die niet het klooster in wilden. Zij waren dus geen kloosterlingen, maar leken.
In 1575 sloten de begijnen zich aan bij de derde orde van Franciscus. Op dat moment werden zij kloosterlingen.

## Brand en beeldenstorm
Bij de stadsbrand van 1347 gaan de hof en de kapel in vlammen op. Vermoedelijk is de ruïne van de kapel al snel weer geschikt gemaakt voor gebruik, aangezien er geen aanwijzingen zijn voor nieuwbouw. Pas in 1396 worden de toren en het schip  gebouwd, waarvan de laatste in hoogte waarschijnlijk aansloot op de oude kapel. Die wordt op zijn beurt in 1467 vervangen door het huidige koor met sacristie aan de noordzijde.
Op 29 mei 1578, vond de Haarlemse Noon plaats, een opstand van protestanten tegen het katholicisme. De beeldenstorm raasde al vanaf 1566 over Holland maar was tot dan toe aan Haarlem voorbijgegaan. De Haarlemse Noon wordt gezien als verlate beeldenstorm. Tijdens de Noon bestormden soldaten van de Prins van Oranje de Bavokerk op de Grote Markt, het begin van de Reformatie in Haarlem. Tot 1578 telde Haarlem negentien rooms-katholieke kloosters en het begijnhof. Na de reformatie werd het uitdragen van het katholieke geloof verboden, het interieur van de kerken vernield en alle kerkelijke goederen verbeurd verklaard. De kloosterlingen en begijnen zochten hun heil elders, voor de katholieke eredienst maakte men in het vervolg gebruik van schuilkerken.

## Kerken
In het Begijnhof staan drie kerken, de Waalse Kerk aan het Begijnhof 30, de baptistengemeente Begijnhofkapel aan het Begijnhof 10 en de katholieke Sint Josephkerk aan de Jansstraat 41.

### Église Wallonne
De Waalse Kerk (Église Wallonne) was voor de Reformatie een katholieke kerk met de naam Begijnhofkapel. Het is de oudste kerk van Haarlem, gebouwd in 1348. Omdat Haarlem zwaar geleden had onder het beleg door de Spanjaarden schonken de Staten van Holland in 1586 alle door hen geconfisqueerde katholieke bezittingen aan de stad als compensatie voor de schade. Het stadsbestuur van Haarlem wees de voormalige Begijnhofkapel toe aan de Franstalige calvinisten, uit het Franse taalgebied vanwege hun geloof gevluchte hugenoten, die er vanaf 1590 diensten hielden in hun eigen taal. 

### St. Josephkerk
De andere kerk, de katholieke St. Josephkerk, is gebouwd tussen 1841 en 1843 en ingewijd op 31 mei 1843. Dankzij de hernieuwde vrijheid van godsdienst en met een nieuwe kerk konden katholieken op het Begijnhof weer hun geloof belijden. De kerk is ontworpen door Waterstaatsopzichter Hermanus Hendrik Dansdorp die een ontwerp maakte in neoclassicistische stijl met gekroonde zuilen, frontons, pilasters, bogen, stucwerk en marmer. Op 7 juli 1853 verhief Paus Pius IX de Sint Josephkerk tot kathedraal van het bisdom Haarlem. In 1856 werd de kerk in de lengte en in de breedte vergroot, met op het priesterkoor eikenhouten kanunnikenbanken. Inmiddels is de St. Josephkerk weer een gewone kerk, want de kathedraal van Haarlem is sinds 2 mei 1948 de Kathedraal Sint Bavo aan de Leidsevaart.

## Goudsmidskamer
In het Begijnhof is ook de voormalige Goudsmidskamer te vinden aan het Goudsmitspleintje. Het pand werd vanaf 1612 gehuurd door het goudsmidsgilde. De historische functie is nog te herkennen aan de gouden beker op de gevelsteen van het pand, die de beker van Sint Eloy voorstelt, de beschermheilige van het gilde. Na de reformatie was er ook lange tijd een katholieke schuilkerk gevestigd.

## Prostitutie
Het Begijnhof is al eeuwenlang het prostitutiegebied van Haarlem. Er gaat een verhaal dat veel begijnen na de Reformatie voor de prostitutie kozen omdat dat voor hen de enige manier was om in leven te blijven. Waarschijnlijker is echter dat de begijnen elders hun heil zochten, waarna anderen van het Begijnhof een prostitutiegebied maakten.
Annaklooster · Begijnhof · Catharinaklooster · Cecilliaklooster · Claraklooster · Dominicanenklooster · Fraterhuis · Jansklooster · Maria en Lazarusklooster · Maria Magdalenaklooster · Margrietklooster · Mariaklooster · Michielsklooster · Norbertijnenklooster · Regulieren in de Waard · Ursulaklooster · Zijlklooster